# Vincent Meriton

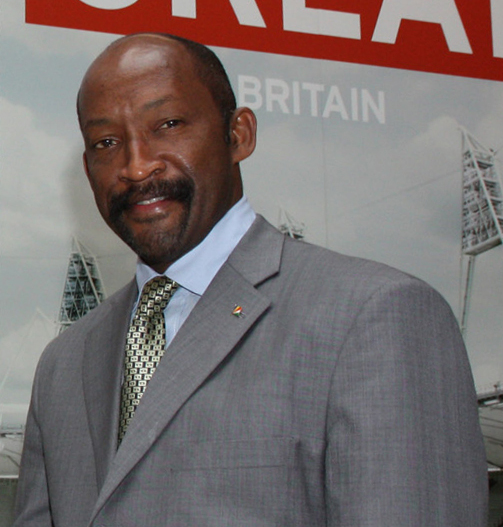
Vincent Meriton

Vincent Meriton (* 28. Dezember 1960) ist seit dem 28. Oktober 2016 Vizepräsident der Republik Seychellen. Er ist der Nachfolger von Danny Faure, der am 16. Oktober 2016 das Präsidentenamt übernommen hatte. Meriton war zuvor Minister für Stadtentwicklung, Sozialangelegenheiten und Sport.